# Březinka (Havlíčkův Brod)
Březinka (německy Bscheschinka) je malá vesnice, část okresního města Havlíčkův Brod. Nachází se asi 6 km na západ od Havlíčkova Brodu. V roce 2009 zde bylo evidováno 30 adres. V roce 2001 zde žilo 93 obyvatel.
Březinka leží v katastrálním území Březinka u Havlíčkova Brodu o rozloze 1,97 km2.

## Historie
V letech 1869-1910 byla Březinka osadou obce Vadín, v letech 1921-1961 pak samostatnou obcí, v letech 1961-1976 částí obce Poděbaby, od 30. dubna 1976 je místní částí Havlíčkova Brodu.

## Přírodní poměry
Východně od vsi protéká bezejmenný potok, který se severně vlévá do Sázavy. Na návsi se rozkládá rybník. Nejvyšším bodem v katastru je vrch o nadmořské výšce 462 metrů, který stojí severně od vsi.

## Obyvatelstvo
Podle sčítání 1930 zde žilo v 18 domech 95 obyvatel. 95 obyvatel se hlásilo k československé národnosti. Žilo zde 89 římských katolíků a 6 příslušníků Církve československé husitské.
| Rok            | 1869 | 1880 | 1890 | 1900 | 1910 | 1921 | 1930 | 1950 | 1961 | 1970 | 1980 | 1991 | 2001 | 2011 |
| -------------- | ---- | ---- | ---- | ---- | ---- | ---- | ---- | ---- | ---- | ---- | ---- | ---- | ---- | ---- |
| Počet obyvatel | 122  | 105  | 115  | 117  | 117  | 111  | 95   | 87   | 112  | 99   | 95   | 101  | 93   |      |
| Počet domů     | 16   | 17   | 17   | 17   | 17   | 16   | 18   | 21   | .    | 26   | 23   | 28   | 29   |      |

## Pamětihodnosti
- Dům čp. 10